# Primera División (Chile) 1958
Die Primera División 1958, auch unter dem Namen 1958 Campeonato Nacional de Fútbol Profesional bekannt, war die 26. Saison der Primera División, der höchsten Spielklasse im Fußball in Chile.
Die Meisterschaft gewann das Team von Santiago Wanderers. Es war der erste Meisterschaftstitel für den Klub. CD Green Cross stieg nach Punktedurchschnitt der letzten drei Jahre in die zweite Liga ab. Erstmals wurde auch der chilenische Pokal ausgetragen, den CSD Colo-Colo gewinnen konnte.

## Modus
Die Teams spielen jeder gegen jeden mit Hin- und Rückspiel. Sieger ist die Mannschaft mit den meisten Punkten. Bei Punktgleichheit entscheidet das Torverhältnis. Sind die besten Teams um die Meisterschaft punktgleich, so gibt es ein Entscheidungsspiel. Der Tabellenletzte der Abstiegstabelle, die aus der durchschnittlichen Punktzahl der letzten drei Saisons berechnet wird, steigt in die zweite Liga ab. Gründungsmitglieder können nicht absteigen.

## Teilnehmer
Die ersten dreizehn Teams der Vorsaison nahmen auch wieder in dieser Saison teil. Aufsteiger aus der zweiten Liga ist Deportes La Serena. Neun Teams kommen aus der Hauptstadt Santiago, dazu spielen die Santiago Wanderers aus Valparaíso, Everton aus Viña del Mar, O’Higgins aus Rancagua, Rangers de Talca aus Talca und Deportes La Serena aus La Serena in der Liga.

## Tabelle
| Pl.                       | Verein                 | Sp. | S  | U  | N  | Tore    | Diff. | Punkte |
| ------------------------- | ---------------------- | --- | -- | -- | -- | ------- | ----- | ------ |
| 1.                        | Santiago Wanderers     | 26  | 13 | 8  | 5  | 041:310 | +10   | 34     |
| 2.                        | CSD Colo-Colo          | 26  | 13 | 7  | 6  | 062:480 | +14   | 33     |
| 3.                        | Deportes La Serena (N) | 26  | 14 | 5  | 7  | 054:450 | +9    | 33     |
| 4.                        | CD Palestino           | 26  | 10 | 11 | 5  | 055:430 | +12   | 31     |
| 5.                        | Universidad de Chile   | 26  | 13 | 5  | 8  | 041:370 | +4    | 31     |
| 6.                        | Universidad Católica   | 26  | 9  | 9  | 8  | 051:470 | +4    | 27     |
| 7.                        | Ferrobadminton         | 26  | 10 | 4  | 12 | 035:340 | +1    | 24     |
| 8.                        | Everton                | 26  | 11 | 2  | 13 | 050:500 | ±0    | 24     |
| 9.                        | O’Higgins              | 26  | 10 | 3  | 13 | 048:510 | −3    | 23     |
| 10.                       | Unión Española         | 26  | 8  | 6  | 12 | 042:520 | −10   | 22     |
| 11.                       | Audax Italiano (M)     | 26  | 8  | 6  | 12 | 042:570 | −15   | 22     |
| 12.                       | CD Green Cross         | 26  | 8  | 5  | 13 | 050:570 | −7    | 21     |
| 13.                       | Rangers de Talca       | 26  | 6  | 9  | 11 | 036:420 | −6    | 21     |
| 14.                       | CD Magallanes          | 26  | 5  | 8  | 13 | 039:520 | −13   | 18     |
| Quelle: , Stand: Endstand |                        |     |    |    |    |         |       |        |

## Die Meistermannschaft Santiago Wanderers
|  | Santiago Wanderers |

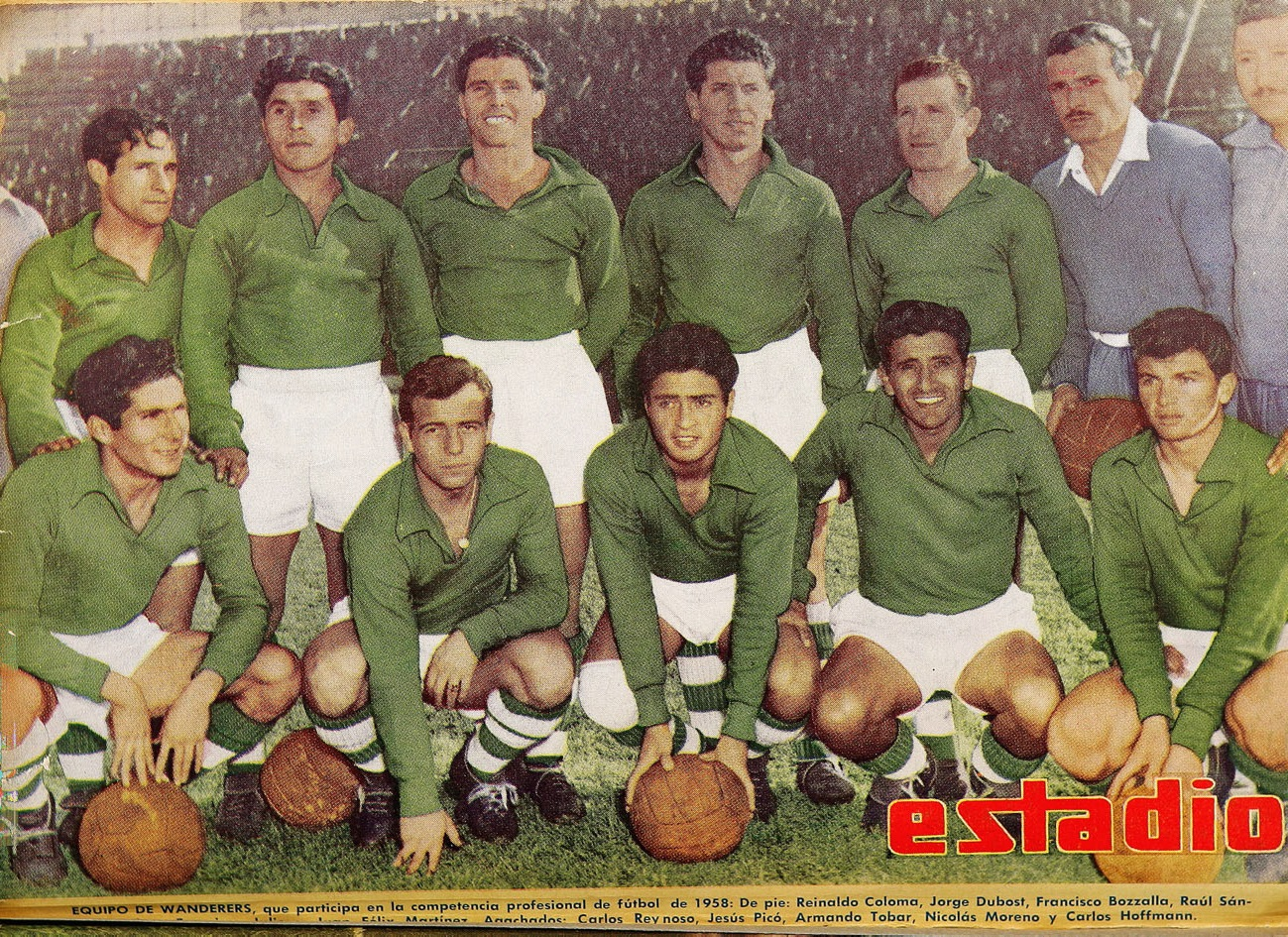
Santiago Wanderers in der Zeitschrift (1958)

|  | - Tor: Luis Gardella; Juan Félix Martínez - Abwehr: Reinaldo Coloma; Francisco Julio; Raúl Sánchez; Alberto Valentini; Jaime Salinas - Mittelfeld: Emilio Bozzalla; Jorge Dubost; Óscar Ledesma - Angriff: Víctor Beltrán; Ricardo Díaz; Cristián González; Carlos Hoffmann; Nicolás Moreno; Jesús Picó; Carlos Reinoso; Armando Tobar - Trainer: José Pérez |

## Abstiegstabelle
| Pl. | Verein               | 1956 | 1957 | 1958 | Durchschnitt |
| --- | -------------------- | ---- | ---- | ---- | ------------ |
| 1   | Deportes La Serena   | -    | -    | 33   | 33,00        |
| 2   | CSD Colo-Colo        | 38   | 25   | 33   | 32,00        |
| 3   | Santiago Wanderers   | 33   | 27   | 34   | 31,33        |
| 4   | CD Palestino         | 25   | 28   | 31   | 28,00        |
| 5   | Universidad de Chile | 21   | 31   | 31   | 27,67        |
| 6   | Audax Italiano       | 26   | 34   | 22   | 27,33        |
| 7   | Rangers de Talca     | 31   | 26   | 21   | 27,00        |
| 7   | Unión Española       | 30   | 26   | 22   | 27,00        |
| 9   | Everton              | 27   | 26   | 24   | 25,67        |
| 10  | CD Magallanes        | 29   | 25   | 18   | 24,00        |
| 10  | Universidad Católica | -    | 21   | 27   | 24,00        |
| 12  | O’Higgins            | 26   | 21   | 23   | 23,33        |
| 13  | CD Green Cross       | 23   | 23   | 21   | 22,33        |
| 14  | Ferrobadminton       | 19   | 22   | 24   | 21,33        |

Aufgrund der Regelung, dass Gründungsmitglieder der ersten Spielzeit 1933 nicht absteigen können, musste Green Cross als Vorletzter der Abstiegstabelle den Gang in die zweite Liga antreten.

## Beste Torschützen
| Rang | Spieler         | Klub               | Tore |
| ---- | --------------- | ------------------ | ---- |
| 1    | Gustavo Albella | CD Green Cross     | 23   |
|      | Carlos Verdejo  | Deportes La Serena | 23   |